# Список коммун Люксембурга
Коммуна — основная единица административного деления Люксембурга. 
Автономия коммун Люксембурга закреплена различными документами XVIII и XIX веков, действующими и по сей день: Указом от 4 декабря 1789 года, Законом от 24 февраля 1824 года, а также положениями Конституции, принятой 17 октября 1868 года. В каждой из коммун избирается свой Совет (количество депутатов в них варьируется от 7 до 27 в зависимости от численности населения муниципалитета). В его компетенции входит большинство вопросов, касающихся коммуны. Из состава Совета выбираются члены правления, которые занимаются реализацией его решений. Из членов совета, как правило, также выбирается и бургомистр, утверждаемый Великим герцогом Люксембурга. Кроме того, Совет может формировать специальные комитеты, занимающиеся решением конкретных проблем.
В 1972 году правительство страны разрешило слияние коммун на добровольной основе, с этого времени произошло несколько подобных объединений.
Великое Герцогство Люксембург занимает площадь в 2586,4 км² и имеет население в 634 730 жителей (на 1 января 2021 года). Столица государства — город Люксембург, который также является крупнейшей коммуной по численности населения (124 509 жителей). Самый большой по площади муниципалитет страны — Винкранж (113,66 км²), а самый маленький — Ремих (5,29 км²).

## Список
В данном списке представлены коммуны Люксембурга, их названия на люксембургском, французском и немецком языках, фотографии (панорамы, достопримечательности и т. д.), площадь, население (по данным за 2021 год), гербы, географические координаты, кантоны (в состав которых входят коммуны), расположение на карте Люксембурга соответствующих муниципалитетов. В примечаниях указаны ссылки на официальные сайты коммун, а также на их страницы на сайте Союза люксембургских городов и коммун. Доступна сортировка коммун по площади и населению (по возрастанию и убыванию), а также по кантонам, к которым они относятся.
| Название                                                                                       | Изображение       | Герб                           | Площадь (км²) | Население (2021) | Координаты                     | Кантон         | Карта                                     | Прим.           |
| ---------------------------------------------------------------------------------------------- | ----------------- | ------------------------------ | ------------- | ---------------- | ------------------------------ | -------------- | ----------------------------------------- | --------------- |
| Беккерих люкс. Biekerech фр. и нем. Beckerich                                                  | Беккерих          | Герб коммуны Беккерих          | 28,41         | 2784             | 49°44′00″ с. ш. 5°53′00″ в. д. | Реданж         | Расположение коммуны на карте Люксембурга | [ 6 ] [ 7 ]     |
| Бердорф люкс. Bäerdref фр. и нем. Berdorf                                                      | Бердорф           | Герб коммуны Бердорф           | 21,93         | 1951             | 49°49′15″ с. ш. 6°20′55″ в. д. | Эхтернах       | Расположение коммуны на карте Люксембурга | [ 8 ] [ 9 ]     |
| Бертранж люкс. Bartreng фр. Bertrange нем. Bartringen                                          | Бертранж          | Герб коммуны Бертранж          | 17,39         | 8472             | 49°36′40″ с. ш. 6°03′00″ в. д. | Люксембург     | Расположение коммуны на карте Люксембурга | [ 10 ] [ 11 ]   |
| Беттамбур люкс. Beetebuerg фр. Bettembourg нем. Bettemburg                                     | Беттамбур         | Герб коммуны Беттамбур         | 21,94         | 11 374           | 49°31′00″ с. ш. 6°06′00″ в. д. | Эш-сюр-Альзетт | Расположение коммуны на карте Люксембурга | [ 12 ] [ 13 ]   |
| Беттендорф люкс. Bettenduerf фр. и нем. Bettendorf                                             | Беттендорф        | Герб коммуны Беттендорф        | 23,24         | 2902             | 49°53′00″ с. ш. 6°13′00″ в. д. | Дикирх         | Расположение коммуны на карте Люксембурга | [ 14 ] [ 15 ]   |
| Бех люкс., фр. и нем. Bech                                                                     | Бех               | Герб коммуны Бех               | 23,31         | 1305             | 49°45′10″ с. ш. 6°21′40″ в. д. | Эхтернах       | Расположение коммуны на карте Люксембурга | [ 16 ] [ 17 ]   |
| Бецдорф люкс. Betzder фр. и нем. Betzdorf                                                      | Бецдорф           | Герб коммуны Бецдорф           | 26,08         | 4149             | 49°41′15″ с. ш. 6°21′00″ в. д. | Гревенмахер    | Расположение коммуны на карте Люксембурга | [ 18 ] [ 19 ]   |
| Бивер люкс., фр. и нем. Biwer                                                                  | Бивер             | Герб коммуны Бивер             | 23,14         | 1884             | 49°42′25″ с. ш. 6°22′20″ в. д. | Гревенмахер    | Расположение коммуны на карте Люксембурга | [ 20 ] [ 21 ]   |
| Биссен люкс. Biissen фр. и нем. Bissen                                                         | Биссен            | Герб коммуны Биссен            | 20,75         | 3269             | 49°47′00″ с. ш. 6°04′00″ в. д. | Мерш           | Расположение коммуны на карте Люксембурга | [ 22 ] [ 23 ]   |
| Бофор люкс. Beefort фр. Beaufort нем. Befort                                                   | Бофор             | Герб коммуны Бофор             | 13,74         | 2901             | 49°50′00″ с. ш. 6°17′00″ в. д. | Эхтернах       | Расположение коммуны на карте Люксембурга | [ 24 ] [ 25 ]   |
| Булед люкс. Bauschelt фр. Boulaide нем. Bauschleiden                                           | Булед             | Герб коммуны Булед             | 32,13         | 1391             | 49°53′00″ с. ш. 5°49′00″ в. д. | Вильц          | Расположение коммуны на карте Люксембурга | [ 26 ] [ 27 ]   |
| Буршейд люкс. Buerschent фр. Bourscheid нем. Burscheid                                         | Буршейд           | Герб коммуны Буршейд           | 36,86         | 1701             | 49°54′33″ с. ш. 6°03′46″ в. д. | Дикирх         | Расположение коммуны на карте Люксембурга | [ 28 ] [ 29 ]   |
| Бус люкс., фр. и нем. Bous                                                                     | Бус               | Герб коммуны Бус               | 15,43         | 1711             | 49°33′20″ с. ш. 6°19′50″ в. д. | Ремих          | Расположение коммуны на карте Люксембурга | [ 30 ] [ 31 ]   |
| Валле-де-л’Эрн люкс. Ärenzdall фр. Vallée de l'Ernz нем. Ernztalgemeinde                       | Валле-де-л’Эрн    | Герб коммуны Валле-де-л’Эрн    | 39,73         | 2687             | 49°48′36″ с. ш. 6°12′54″ в. д. | Дикирх         | Расположение коммуны на карте Люксембурга | [ 32 ] [ 33 ]   |
| Валь люкс. Wal фр. и нем. Wahl                                                                 | Валь              | Герб коммуны Валь              | 19,74         | 1036             | 49°50′00″ с. ш. 5°54′00″ в. д. | Реданж         | Расположение коммуны на карте Люксембурга | [ 34 ] [ 35 ]   |
| Вальдбилиг люкс. Waldbëlleg фр. и нем. Waldbillig                                              | Вальдбилиг        | Герб коммуны Вальдбилиг        | 23,28         | 1902             | 49°47′45″ с. ш. 6°17′10″ в. д. | Эхтернах       | Расположение коммуны на карте Люксембурга | [ 36 ] [ 37 ]   |
| Вальдбредимю люкс. Waldbriedemes фр. и нем. Waldbredimus                                       | Вальдбредимю      | Герб коммуны Вальдбредимю      | 12,57         | 1274             | 49°33′25″ с. ш. 6°17′15″ в. д. | Ремих          | Расположение коммуны на карте Люксембурга | [ 38 ] [ 39 ]   |
| Вальферданж люкс. Walfer фр. Walferdange нем. Walferdingen                                     | Вальферданж       | Герб коммуны Вальферданж       | 7,06          | 8418             | 49°39′00″ с. ш. 6°08′00″ в. д. | Люксембург     | Расположение коммуны на карте Люксембурга | [ 40 ] [ 41 ]   |
| Вейлер-ла-Тур люкс. Weiler zum Tuer фр. Weiler-la-Tour нем. Weiler zum Turm                    | Вейлер-ла-Тур     | Герб коммуны Вейлер-ла-Тур     | 17,07         | 2456             | 49°32′35″ с. ш. 6°12′00″ в. д. | Люксембург     | Расположение коммуны на карте Люксембурга | [ 42 ] [ 43 ]   |
| Вейсвампах люкс. Wäiswampech фр. и нем. Weiswampach                                            | Вейсвампах        | Герб коммуны Вейсвампах        | 35,25         | 2104             | 50°08′00″ с. ш. 6°04′00″ в. д. | Клерво         | Расположение коммуны на карте Люксембурга | [ 44 ] [ 45 ]   |
| Вианден люкс. Veianen фр. и нем. Vianden                                                       | Вианден           | Герб коммуны Вианден           | 9,68          | 2161             | 49°56′01″ с. ш. 6°12′27″ в. д. | Вианден        | Расположение коммуны на карте Люксембурга | [ 46 ] [ 47 ]   |
| Вильц люкс. Wolz фр. и нем. Wiltz                                                              | Вильц             | Герб коммуны Вильц             | 39,25         | 7533             | 49°58′00″ с. ш. 5°56′00″ в. д. | Вильц          | Расположение коммуны на карте Люксембурга | [ 48 ] [ 49 ]   |
| Винкранж люкс. Wëntger фр. Wincrange нем. Wintger                                              | Винкранж          | Герб коммуны Винкранж          | 113,66        | 4574             | 50°03′00″ с. ш. 5°55′00″ в. д. | Клерво         | Расположение коммуны на карте Люксембурга | [ 50 ] [ 51 ]   |
| Винзелер люкс. Wanseler фр. и нем. Winseler                                                    | Винзелер          | Герб коммуны Винзелер          | 30,42         | 1403             | 49°58′00″ с. ш. 5°53′00″ в. д. | Вильц          | Расположение коммуны на карте Люксембурга | [ 52 ] [ 53 ]   |
| Вихтен люкс. Viichten фр. и нем. Vichten                                                       | Вихтен            | Герб коммуны Вихтен            | 12,26         | 1360             | 49°48′00″ с. ш. 6°00′00″ в. д. | Реданж         | Расположение коммуны на карте Люксембурга | [ 54 ] [ 55 ]   |
| Вормельданж люкс. Wuermer фр. Wormeldange нем. Wormeldingen                                    | Вормельданж       | Герб коммуны Вормельданж       | 17,25         | 3054             | 49°36′40″ с. ш. 6°24′20″ в. д. | Гревенмахер    | Расположение коммуны на карте Люксембурга | [ 56 ] [ 57 ]   |
| Гарних люкс. Garnech фр. и нем. Garnich                                                        | Гарних            | Герб коммуны Гарних            | 20,95         | 2221             | 49°37′00″ с. ш. 5°57′00″ в. д. | Капеллен       | Расположение коммуны на карте Люксембурга | [ 58 ] [ 59 ]   |
| Гёсдорф люкс. Géisdref фр. и нем. Goesdorf                                                     | Гёсдорф           | Герб коммуны Гёсдорф           | 29,40         | 1595             | 49°55′00″ с. ш. 5°58′00″ в. д. | Вильц          | Расположение коммуны на карте Люксембурга | [ 60 ] [ 61 ]   |
| Гревенмахер люкс. Gréiwemaacher фр. и нем. Grevenmacher                                        | Гревенмахер       | Герб коммуны Гревенмахер       | 16,48         | 4981             | 49°40′50″ с. ш. 6°26′30″ в. д. | Гревенмахер    | Расположение коммуны на карте Люксембурга | [ 62 ] [ 63 ]   |
| Гросбус люкс. Groussbus фр. и нем. Grosbous                                                    | Гросбус           | Герб коммуны Гросбус           | 20,11         | 1112             | 49°50′00″ с. ш. 5°58′00″ в. д. | Реданж         | Расположение коммуны на карте Люксембурга | [ 64 ] [ 65 ]   |
| Дальхайм люкс. Duelem фр. и нем. Dalheim                                                       | Дальхайм          | Герб коммуны Дальхайм          | 18,98         | 2358             | 49°32′35″ с. ш. 6°15′30″ в. д. | Ремих          | Расположение коммуны на карте Люксембурга | [ 66 ] [ 67 ]   |
| Дикирх люкс. Dikrech фр. и нем. Diekirch                                                       | Дикирх            | Герб коммуны Дикирх            | 12,42         | 7047             | 49°52′05″ с. ш. 6°09′24″ в. д. | Дикирх         | Расположение коммуны на карте Люксембурга | [ 68 ] [ 69 ]   |
| Диппах люкс. Dippech фр. и нем. Dippach                                                        | Диппах            | Герб коммуны Диппах            | 17,42         | 4461             | 49°35′15″ с. ш. 5°59′00″ в. д. | Капеллен       | Расположение коммуны на карте Люксембурга | [ 70 ] [ 71 ]   |
| Дифферданж люкс. Déifferdeng фр. Differdange нем. Differdingen                                 | Дифферданж        | Герб коммуны Дифферданж        | 22,15         | 27 869           | 49°31′20″ с. ш. 5°53′30″ в. д. | Эш-сюр-Альзетт | Расположение коммуны на карте Люксембурга | [ 72 ] [ 73 ]   |
| Дюделанж люкс. Diddeleng фр. Dudelange нем. Düdelingen                                         | Дюделанж          | Герб коммуны Дюделанж          | 21,37         | 21 513           | 49°29′00″ с. ш. 6°05′00″ в. д. | Эш-сюр-Альзетт | Расположение коммуны на карте Люксембурга | [ 74 ] [ 75 ]   |
| Кейл люкс. Keel фр. и нем. Kayl                                                                | Кейл              | Герб коммуны Кейл              | 14,86         | 9668             | 49°29′10″ с. ш. 6°02′20″ в. д. | Эш-сюр-Альзетт | Расположение коммуны на карте Люксембурга | [ 76 ] [ 77 ]   |
| Келен люкс. Kielen фр. и нем. Kehlen                                                           | Келен             | Герб коммуны Келен             | 28,18         | 6138             | 49°40′00″ с. ш. 6°02′00″ в. д. | Капеллен       | Расположение коммуны на карте Люксембурга | [ 78 ] [ 79 ]   |
| Кёрих люкс. Käerch фр. и нем. Koerich                                                          | Кёрих             | Герб коммуны Кёрих             | 18,80         | 2642             | 49°40′00″ с. ш. 5°57′00″ в. д. | Капеллен       | Расположение коммуны на карте Люксембурга | [ 80 ] [ 81 ]   |
| Кишпельт люкс., фр. и нем. Kiischpelt                                                          | Кишпельт          | Герб коммуны Кишпельт          | 33,58         | 1209             | 49°59′31″ с. ш. 6°00′22″ в. д. | Вильц          | Расположение коммуны на карте Люксембурга | [ 82 ] [ 83 ]   |
| Клерво люкс. Klierf фр. Clervaux нем. Clerf                                                    | Клерво            | Герб коммуны Клерво            | 85,61         | 5605             | 50°03′00″ с. ш. 6°02′00″ в. д. | Клерво         | Расположение коммуны на карте Люксембурга | [ 84 ] [ 85 ]   |
| Кольмар-Берг люкс. Colmer-Bierg фр. и нем. Colmar-Berg                                         | Кольмар-Берг      | Герб коммуны Кольмар-Берг      | 12,31         | 2238             | 49°48′40″ с. ш. 6°05′50″ в. д. | Мерш           | Расположение коммуны на карте Люксембурга | [ 86 ] [ 87 ]   |
| Консдорф люкс. Konsdref фр. и нем. Consdorf                                                    | Консдорф          | Герб коммуны Консдорф          | 25,72         | 2123             | 49°46′45″ с. ш. 6°20′15″ в. д. | Эхтернах       | Расположение коммуны на карте Люксембурга | [ 88 ] [ 89 ]   |
| Контерн люкс. Conter фр. и нем. Contern                                                        | Контерн           | Герб коммуны Контерн           | 20,55         | 3968             | 49°35′05″ с. ш. 6°13′35″ в. д. | Люксембург     | Расположение коммуны на карте Люксембурга | [ 90 ] [ 91 ]   |
| Копсталь люкс. Koplescht фр. и нем. Kopstal                                                    | Копсталь          | Герб коммуны Копсталь          | 7,98          | 4116             | 49°39′51″ с. ш. 6°04′19″ в. д. | Капеллен       | Расположение коммуны на карте Люксембурга | [ 92 ] [ 93 ]   |
| Кэрьенг люкс., фр. и нем. Käerjeng                                                             | Кэрьенг           | Герб коммуны Кэрьенг           | 33,64         | 10 517           | 49°35′01″ с. ш. 5°54′00″ в. д. | Капеллен       | Расположение коммуны на карте Люксембурга | [ 94 ] [ 95 ]   |
| Лак-де-ла-От-Сюр люкс. Stauséigemeng фр. Lac de la Haute-Sûre нем. Stauseegemeinde             | Лак-де-ла-От-Сюр  | Герб коммуны Лак-де-ла-От-Сюр  | 48,50         | 2084             | 49°54′00″ с. ш. 5°52′00″ в. д. | Вильц          | Расположение коммуны на карте Люксембурга | [ 96 ] [ 97 ]   |
| Ларошетт люкс. Fiels фр. Larochette нем. Fels                                                  | Ларошетт          | Герб коммуны Ларошетт          | 15,40         | 2220             | 49°47′01″ с. ш. 6°13′10″ в. д. | Мерш           | Расположение коммуны на карте Люксембурга | [ 98 ] [ 99 ]   |
| Леннинген люкс. Lenneng фр. и нем. Lenningen                                                   | Леннинген         | Герб коммуны Леннинген         | 20,35         | 2071             | 49°36′00″ с. ш. 6°22′00″ в. д. | Ремих          | Расположение коммуны на карте Люксембурга | [ 100 ] [ 101 ] |
| Лёделанж люкс. Leideleng фр. Leudelange нем. Leudelingen                                       | Лёделанж          | Герб коммуны Лёделанж          | 13,78         | 2704             | 49°34′00″ с. ш. 6°04′00″ в. д. | Эш-сюр-Альзетт | Расположение коммуны на карте Люксембурга | [ 102 ] [ 103 ] |
| Линтген люкс. Lëntgen фр. и нем. Lintgen                                                       | Линтген           | Герб коммуны Линтген           | 15,24         | 3235             | 49°43′00″ с. ш. 6°08′00″ в. д. | Мерш           | Расположение коммуны на карте Люксембурга | [ 104 ] [ 105 ] |
| Лоренцвейлер люкс. Luerenzweiler фр. и нем. Lorentzweiler                                      | Лоренцвейлер      | Герб коммуны Лоренцвейлер      | 17,45         | 4348             | 49°42′00″ с. ш. 6°09′00″ в. д. | Мерш           | Расположение коммуны на карте Люксембурга | [ 106 ] [ 107 ] |
| Люксембург люкс. Lëtzebuerg фр. и нем. Luxemburg                                               | Люксембург        | Герб коммуны Люксембург        | 51,73         | 124 509          | 49°36′43″ с. ш. 6°07′54″ в. д. | Люксембург     | Расположение коммуны на карте Люксембурга | [ 108 ] [ 109 ] |
| Мамер люкс., фр. и нем. Mamer                                                                  | Мамер             | Герб коммуны Мамер             | 27,52         | 10 218           | 49°37′42″ с. ш. 6°01′34″ в. д. | Капеллен       | Расположение коммуны на карте Люксембурга | [ 110 ] [ 111 ] |
| Мантернах люкс., фр. и нем. Manternach                                                         | Мантернах         | Герб коммуны Мантернах         | 27,61         | 2216             | 49°42′25″ с. ш. 6°25′25″ в. д. | Гревенмахер    | Расположение коммуны на карте Люксембурга | [ 112 ] [ 113 ] |
| Мертерт люкс. Mäertert фр. и нем. Mertert                                                      | Мертерт           | Герб коммуны Мертерт           | 15,25         | 4703             | 49°42′05″ с. ш. 6°28′50″ в. д. | Гревенмахер    | Расположение коммуны на карте Люксембурга | [ 114 ] [ 115 ] |
| Мерциг люкс. Mäerzeg фр. и нем. Mertzig                                                        | Мерциг            | Герб коммуны Мерциг            | 11,10         | 2285             | 49°49′52″ с. ш. 6°00′13″ в. д. | Дикирх         | Расположение коммуны на карте Люксембурга | [ 116 ] [ 117 ] |
| Мерш люкс. Miersch фр. и нем. Mersch                                                           | Мерш              | Герб коммуны Мерш              | 49,75         | 10 018           | 49°45′00″ с. ш. 6°06′00″ в. д. | Мерш           | Расположение коммуны на карте Люксембурга | [ 118 ] [ 119 ] |
| Мондерканж люкс. Monnerech фр. Mondercange нем. Monnerich                                      | Мондерканж        | Герб коммуны Мондерканж        | 21,40         | 6982             | 49°31′55″ с. ш. 5°59′20″ в. д. | Эш-сюр-Альзетт | Расположение коммуны на карте Люксембурга | [ 120 ] [ 121 ] |
| Мондорф-ле-Бен люкс. Munneref фр. Mondorf-les-Bains нем. Bad Mondorf                           | Мондорф-ле-Бен    | Герб коммуны Мондорф-ле-Бен    | 13,66         | 5404             | 49°30′25″ с. ш. 6°16′50″ в. д. | Ремих          | Расположение коммуны на карте Люксембурга | [ 122 ] [ 123 ] |
| Нидеранвен люкс. Nidderaanwen фр. и нем. Niederanven                                           | Нидеранвен        | Герб коммуны Нидеранвен        | 41,36         | 6349             | 49°39′05″ с. ш. 6°15′20″ в. д. | Люксембург     | Расположение коммуны на карте Люксембурга | [ 124 ] [ 125 ] |
| Номмерн люкс. Noumer фр. и нем. Nommern                                                        | Номмерн           | Герб коммуны Номмерн           | 22,44         | 1439             | 49°47′39″ с. ш. 6°10′25″ в. д. | Мерш           | Расположение коммуны на карте Люксембурга | [ 126 ] [ 127 ] |
| Парк-Хозинген люкс. Parc Housen фр. и нем. Parc Hosingen                                       | Парк-Хозинген     | Герб коммуны Парк-Хозинген     | 70,65         | 3732             | 50°00′50″ с. ш. 6°05′25″ в. д. | Клерво         | Расположение коммуны на карте Люксембурга | [ 128 ] [ 129 ] |
| Петанж люкс. Péiteng фр. Pétange нем. Petingen                                                 | Петанж            | Герб коммуны Петанж            | 11,93         | 20 084           | 49°33′23″ с. ш. 5°52′37″ в. д. | Эш-сюр-Альзетт | Расположение коммуны на карте Люксембурга | [ 130 ] [ 131 ] |
| Прейцердауль люкс., фр. и нем. Préizerdaul                                                     | Прейцердауль      | Герб коммуны Прейцердауль      | 15,60         | 1725             | 49°47′39″ с. ш. 5°56′15″ в. д. | Реданж         | Расположение коммуны на карте Люксембурга | [ 132 ] [ 133 ] |
| Путшайд люкс. Pëtschent фр. Putscheid нем. Pütscheid                                           | Путшайд           | Герб коммуны Путшайд           | 27,13         | 1107             | 49°57′34″ с. ш. 6°08′29″ в. д. | Вианден        | Расположение коммуны на карте Люксембурга | [ 134 ] [ 135 ] |
| Рамбруш люкс. Rammerech фр. Rambrouch нем. Rambruch                                            | Рамбруш           | Герб коммуны Рамбруш           | 79,09         | 4589             | 49°49′48″ с. ш. 5°50′59″ в. д. | Реданж         | Расположение коммуны на карте Люксембурга | [ 136 ] [ 137 ] |
| Реданж-сюр-Аттерт люкс. Réiden op der Atert фр. Redange-sur-Attert нем. Redingen               | Реданж-сюр-Аттерт | Герб коммуны Реданж-сюр-Аттерт | 31,95         | 2910             | 49°45′55″ с. ш. 5°53′22″ в. д. | Реданж         | Расположение коммуны на карте Люксембурга | [ 138 ] [ 139 ] |
| Резер люкс. Réiser фр. и нем. Roeser                                                           | Резер             | Герб коммуны Резер             | 23,79         | 6560             | 49°32′10″ с. ш. 6°08′45″ в. д. | Эш-сюр-Альзетт | Расположение коммуны на карте Люксембурга | [ 140 ] [ 141 ] |
| Рейсдорф люкс. Reisduerf фр. и нем. Reisdorf                                                   | Рейсдорф          | Герб коммуны Рейсдорф          | 14,84         | 1288             | 49°52′00″ с. ш. 6°16′00″ в. д. | Дикирх         | Расположение коммуны на карте Люксембурга | [ 142 ] [ 143 ] |
| Рекканж-сюр-Мес люкс. Reckeng op der Mess фр. Reckange-sur-Mess нем. Reckingen/Mess            | Рекканж-сюр-Мес   | Герб коммуны Рекканж-сюр-Мес   | 20,42         | 2634             | 49°33′40″ с. ш. 6°00′25″ в. д. | Эш-сюр-Альзетт | Расположение коммуны на карте Люксембурга | [ 144 ] [ 145 ] |
| Ремих люкс. Réimech фр. и нем. Remich                                                          | Ремих             | Герб коммуны Ремих             | 5,29          | 3787             | 49°32′40″ с. ш. 6°22′00″ в. д. | Ремих          | Расположение коммуны на карте Люксембурга | [ 146 ] [ 147 ] |
| Роспорт-Момпах люкс. Rouspert-Mompech фр. и нем. Rosport-Mompach                               | Роспорт-Момпах    | Герб коммуны Роспорт-Момпах    | 57,07         | 3631             | 49°48′20″ с. ш. 6°30′10″ в. д. | Эхтернах       | Расположение коммуны на карте Люксембурга | [ 148 ] [ 149 ] |
| Рюмеланж люкс. Rëmeleng фр. Rumelange нем. Rümelingen                                          | Рюмеланж          | Герб коммуны Рюмеланж          | 6,84          | 5613             | 49°27′35″ с. ш. 6°01′50″ в. д. | Эш-сюр-Альзетт | Расположение коммуны на карте Люксембурга | [ 150 ] [ 151 ] |
| Сандвейлер люкс., фр. и нем. Sandweiler                                                        | Сандвейлер        | Герб коммуны Сандвейлер        | 7,73          | 3659             | 49°37′00″ с. ш. 6°13′00″ в. д. | Люксембург     | Расположение коммуны на карте Люксембурга | [ 152 ] [ 153 ] |
| Санем люкс. Suessem фр. Sanem нем. Sassenheim                                                  | Санем             | Герб коммуны Санем             | 24,42         | 17 895           | 49°32′50″ с. ш. 5°55′40″ в. д. | Эш-сюр-Альзетт | Расположение коммуны на карте Люксембурга | [ 154 ] [ 155 ] |
| Саэль люкс. Sëll фр. и нем. Saeul                                                              | Саэль             | Герб коммуны Саэль             | 14,86         | 874              | 49°44′00″ с. ш. 5°59′00″ в. д. | Реданж         | Расположение коммуны на карте Люксембурга | [ 156 ] [ 157 ] |
| Тандель люкс., фр. и нем. Tandel                                                               | Тандель           | Герб коммуны Тандель           | 41,72         | 2214             | 49°54′00″ с. ш. 6°11′00″ в. д. | Вианден        | Расположение коммуны на карте Люксембурга | [ 158 ] [ 159 ] |
| Труавьерж люкс. Ëlwen фр. Troisvierges нем. Ulflingen                                          | Труавьерж         | Герб коммуны Труавьерж         | 37,86         | 3367             | 50°07′00″ с. ш. 6°00′00″ в. д. | Клерво         | Расположение коммуны на карте Люксембурга | [ 160 ] [ 161 ] |
| Фёлен люкс. Feelen фр. и нем. Feulen                                                           | Фёлен             | Герб коммуны Фёлен             | 22,76         | 2263             | 49°51′00″ с. ш. 6°03′00″ в. д. | Дикирх         | Расположение коммуны на карте Люксембурга | [ 162 ] [ 163 ] |
| Фишбах люкс. Fëschbech фр. и нем. Fischbach                                                    | Фишбах            | Герб коммуны Фишбах            | 19,00         | 1238             | 49°44′00″ с. ш. 6°11′00″ в. д. | Мерш           | Расположение коммуны на карте Люксембурга | [ 164 ] [ 165 ] |
| Флаксвейлер люкс. Fluessweiler фр. и нем. Flaxweiler                                           | Флаксвейлер       | Герб коммуны Флаксвейлер       | 30,17         | 2158             | 49°39′55″ с. ш. 6°20′35″ в. д. | Гревенмахер    | Расположение коммуны на карте Люксембурга | [ 166 ] [ 167 ] |
| Фризанж люкс. Fréiseng фр. Frisange нем. Frisingen                                             | Фризанж           | Герб коммуны Фризанж           | 18,43         | 4769             | 49°30′54″ с. ш. 6°11′30″ в. д. | Эш-сюр-Альзетт | Расположение коммуны на карте Люксембурга | [ 168 ] [ 169 ] |
| Хельперкнапп люкс., фр. и нем. Helperknapp                                                     | Хельперкнапп      | Герб коммуны Хельперкнапп      | 37,61         | 4538             | 49°42′56″ с. ш. 6°00′40″ в. д. | Мерш           | Расположение коммуны на карте Люксембурга | [ 170 ] [ 171 ] |
| Хеффинген люкс. Hiefenech фр. и нем. Heffingen                                                 | Хеффинген         | Герб коммуны Хеффинген         | 13,34         | 1520             | 49°46′00″ с. ш. 6°14′00″ в. д. | Мерш           | Расположение коммуны на карте Люксембурга | [ 172 ] [ 173 ] |
| Хобшайд люкс., фр. и нем. Habscht                                                              | Хобшайд           | Герб коммуны Хобшайд           | 32,00         | 4803             | 49°41′15″ с. ш. 5°54′52″ в. д. | Капеллен       | Расположение коммуны на карте Люксембурга | [ 174 ] [ 175 ] |
| Шенген люкс., фр. и нем. Schengen                                                              | Шенген            | Герб коммуны Шенген            | 31,40         | 4956             | 49°28′15″ с. ш. 6°21′54″ в. д. | Ремих          | Расположение коммуны на карте Люксембурга | [ 176 ] [ 177 ] |
| Ширен люкс., фр. и нем. Schieren                                                               | Ширен             | Герб коммуны Ширен             | 10,41         | 2073             | 49°50′00″ с. ш. 6°06′00″ в. д. | Дикирх         | Расположение коммуны на карте Люксембурга | [ 178 ] [ 179 ] |
| Шиффланж люкс. Schëffleng фр. Schifflange нем. Schifflingen                                    | Шиффланж          | Герб коммуны Шиффланж          | 7,71          | 11 291           | 49°30′20″ с. ш. 6°00′45″ в. д. | Эш-сюр-Альзетт | Расположение коммуны на карте Люксембурга | [ 180 ] [ 181 ] |
| Штадтбредимюс люкс. Stadbriedemes фр. и нем. Stadtbredimus                                     | Штадтбредимюс     | Герб коммуны Штадтбредимюс     | 10,17         | 1968             | 49°33′50″ с. ш. 6°21′50″ в. д. | Ремих          | Расположение коммуны на карте Люксембурга | [ 182 ] [ 183 ] |
| Штайнфорт люкс. Stengefort фр. и нем. Steinfort                                                | Штайнфорт         | Герб коммуны Штайнфорт         | 12,46         | 5617             | 49°39′36″ с. ш. 5°54′56″ в. д. | Капеллен       | Расположение коммуны на карте Люксембурга | [ 184 ] [ 185 ] |
| Штейнсель люкс. Steesel фр. и нем. Steinsel                                                    | Штейнсель         | Герб коммуны Штейнсель         | 21,81         | 5500             | 49°40′35″ с. ш. 6°07′25″ в. д. | Люксембург     | Расположение коммуны на карте Люксембурга | [ 186 ] [ 187 ] |
| Штрассен люкс. Stroossen фр. и нем. Strassen                                                   | Штрассен          | Герб коммуны Штрассен          | 10,71         | 10 249           | 49°37′00″ с. ш. 6°04′00″ в. д. | Люксембург     | Расположение коммуны на карте Люксембурга | [ 188 ] [ 189 ] |
| Шуттранж люкс. Schëtter фр. Schuttrange нем. Schüttringen                                      | Шуттранж          | Герб коммуны Шуттранж          | 16,10         | 4272             | 49°37′15″ с. ш. 6°16′20″ в. д. | Люксембург     | Расположение коммуны на карте Люксембурга | [ 190 ] [ 191 ] |
| Элль люкс., фр. и нем. Ell                                                                     | Элль              | Герб коммуны Элль              | 21,55         | 1511             | 49°46′00″ с. ш. 5°51′00″ в. д. | Реданж         | Расположение коммуны на карте Люксембурга | [ 192 ] [ 193 ] |
| Эрпельданж люкс. Ierpeldeng op der Sauer фр. Erpeldange-sur-Sûre нем. Erpeldingen an der Sauer | Эрпельданж        | Герб коммуны Эрпельданж        | 17,97         | 2452             | 49°51′00″ с. ш. 6°06′00″ в. д. | Дикирх         | Расположение коммуны на карте Люксембурга | [ 194 ] [ 195 ] |
| Эсперанж люкс. Hesper фр. Hesperange нем. Hesperingen                                          | Эсперанж          | Герб коммуны Эсперанж          | 27,22         | 15 657           | 49°34′15″ с. ш. 6°09′05″ в. д. | Люксембург     | Расположение коммуны на карте Люксембурга | [ 196 ] [ 197 ] |
| Эттельбрюк люкс. Ettelbréck фр. Ettelbruck нем. Ettelbrück                                     | Эттельбрюк        | Герб коммуны Эттельбрюк        | 15,18         | 9246             | 49°50′47″ с. ш. 6°05′57″ в. д. | Дикирх         | Расположение коммуны на карте Люксембурга | [ 198 ] [ 199 ] |
| Эхтернах люкс. Iechternach фр. и нем. Echternach                                               | Эхтернах          | Герб коммуны Эхтернах          | 20,49         | 5650             | 49°48′42″ с. ш. 6°25′18″ в. д. | Эхтернах       | Расположение коммуны на карте Люксембурга | [ 200 ] [ 201 ] |
| Эш-сюр-Альзетт люкс. Esch-Uelzecht фр. Esch-sur-Alzette нем. Esch an der Alzette               |                   | Герб коммуны Эш-сюр-Альзетт    | 14,35         | 36 228           | 49°29′49″ с. ш. 5°58′50″ в. д. | Эш-сюр-Альзетт | Расположение коммуны на карте Люксембурга | [ 202 ] [ 203 ] |
| Эш-сюр-Сюр люкс. и нем. Esch-Sauer фр. Esch-sur-Sûre                                           | Эш-сюр-Сюр        | Герб коммуны Эш-сюр-Сюр        | 51,26         | 2982             | 49°54′40″ с. ш. 5°56′05″ в. д. | Вильц          | Расположение коммуны на карте Люксембурга | [ 204 ] [ 205 ] |
| Юзельданж люкс. Useldeng фр. Useldange нем. Useldingen                                         | Юзельданж         | Герб коммуны Юзельданж         | 23,92         | 1965             | 49°46′00″ с. ш. 5°59′00″ в. д. | Реданж         | Расположение коммуны на карте Люксембурга | [ 206 ] [ 207 ] |
| Юнглинстер люкс. Jonglënster фр. и нем. Junglinster                                            | Юнглинстер        | Герб коммуны Юнглинстер        | 55,38         | 8233             | 49°42′40″ с. ш. 6°15′05″ в. д. | Гревенмахер    | Расположение коммуны на карте Люксембурга | [ 208 ] [ 209 ] |

## Карта
На административной карте Люксембурга указано расположение центров его коммун.